# MIF
Czynnik zahamowania migracji makrofagów lub czynnik hamujący migrację makrofagów (MIF lub MMIF, od ang. Macrophage migration inhibitory factor) – białko, będące prozapalną cytokiną o wielokierunkowym działaniu, odgrywającą ważną rolę w licznych i różnorodnych procesach biologicznych, głównie w zapaleniu, reakcjach immunologicznych i odpornościowych. Także pełni między innymi rolę regulatora odpowiedzi immunologicznej nieswoistej.
Jak wskazuje nazwa tego białka, pierwotnie czynnik hamujący migrację makrofagów został wykryty jako limfokina odgrywająca rolę w reakcjach nadwrażliwości typu IV i różnych funkcjach makrofagów.
Ale dalsze badania wskazują na to że może być klasyfikowany zarówno jako cytokina, jak i hormon, enzym lub substancja autokrynna.

## Budowa
MIF jest białkiem zbudowanym z 116 aminokwasów. Tworzy trimer złożony z identycznych podjednostek.
W warunkach zdrowia stężenie MIF we krwi wynosi 2-6 ng/ml i wykazuje wyraźny rytm dobowy, ze szczytem w godzinach porannych, co wskazuje na powiązanie z cyklem wydzielania kortykosteroidów.

## Gen kodujący MIF
MIF – ludzki gen dla czynnika zahamowania migracji makrofagów jest zlokalizowany na chromosomie 22 (locus: 22q 11.2) i składa się z 3 eksonów poprzedzielanych krótkimi intronami.

## Działanie i funkcje
W odpowiedzi na zakażenie MIF jest produkowany przez szereg komórek układu immunologicznego, do których należą między innymi:
- monocyty, makrofagi
- komórki dendrytyczne
- limfocyty T i B
- eozynofile
- mastocyty, bazofile
- neutrofile

MIF wydzielany jest też przez liczne komórki nie-immunologiczne:
- ośrodkowy układ nerwowy
  - kora mózgowa
  - móżdżek
  - podwzgórze
  - przedni płat przysadki
    - kortykotropy
    - tyreotropy
- nerki komórki
  - mezangium
  - nabłonek kanalików proksymalnych, zbiorczych
  - kłębuszki nerkowe
  - torebka Bowmana
- układ oddechowy
  - pęcherzyki płucne (makrofagi pęcherzykowe)
  - nabłonek oskrzeli
- trzustka
  - komórki wysp trzustkowych[6]
- wątroba
  - komórki Kupfera
  - hepatocyty
- śledziona, w miazdze białej i czerwonej
- nadnercza
- skóra
- tkanka tłuszczowa
  - adipocyty[7]

Na komórkach układu immunologicznego krążący MIF łączy się ze swoim ligandem, którym jest CD74.
MIF stymuluje wydzielanie przez makrofagi: IL-6, IL-1β, TNF-α i pobudza ekspresję cząsteczek MHC typu II na makrofagach.
MIF wywiera działanie prozapalne, wpływa na przebieg zapalenia i na reakcje immunologiczne. Stanowiąc przeciwwagę hamuje też przeciwzapalne działanie kortykosteroidów, zarówno endogennych jak i podawanych w przebiegu leczenia.
Działa pobudzająco na makrofagi, zwiększając ich potencjał niszczenia komórek drobnoustrojów, defektywnych i nowotworowych komórek oraz wewnątrzkomórkowych patogenów.
Przeciwdziałając apoptozie MIF przedłuża czas przeżycia makrofagów i neutrofili przez co podtrzymuje stan zapalny.